# Бровченко, Виктор Валерьевич
Ви́ктор Вале́рьевич Бро́вченко (укр. Віктор Валерійович Бровченко; род. 11 октября 1976, Винница) — украинский футболист, полузащитник.

## Биография
Начал профессиональную карьеру в винницкой «Ниве». Дебютировал 27 марта 1993 года в матче против «Скалы» из Стрыя. 1998 года по 1999 года выступал за венгерский клуб БВСК. Позже за московское «Торпедо-2». В 2000 году снова играл за «Ниву». После чего выступал за «Локомотив-НН», «Черноморец» (Одесса), «Металлург-Кузбасс», «Карпаты» (Львов), «Закарпатье». В 2007 году провёл один матч за китайский клуб «Ляонин Хунёнг».

## Достижения
- Победитель Первой лиги Украины: 1992/93